# Alexis Ribera
Juan Alexis Ribera Castillo (Villa Montes, 15 de agosto de 1995) es un futbolista boliviano. Juega como centrocampista y su actual equipo es Gualberto Villarroel de la Primera División de Bolivia.

## Selección nacional
Hizo su debut con la Selección boliviana el 29 de mayo de 2018 en un amistoso ante Estados Unidos.

## Clubes
| Club                 | País    | Año               |
| -------------------- | ------- | ----------------- |
| Oriente Petrolero    | Bolivia | 2015 - 2022       |
| Royal Pari           | Bolivia | 2023 - 2024       |
| Gualberto Villarroel | Bolivia | 2025 - Actualidad |